# Miguel Ángel Lozano
Miguel Ángel Lozano Ayala, kurz Miguel Ángel, (* 16. September 1978 in Sabadell) ist ein ehemaliger spanischer Fußballspieler.

## Spielerkarriere

### Verein
Der gebürtige Katalane Miguel Ángel spielte nach seiner ersten Station – in seiner Heimatstadt bei CE Sabadell – drei Jahre lang in der Jugend des FC Barcelona, schaffte dort den Sprung in die Profimannschaft jedoch nicht. Im Jahr 1999 gelang ihm schließlich der Sprung in die Segunda División, wo er die folgenden beiden Jahre bei UD Levante spielte.
Von 2001 bis 2005 war Miguel Ángel für den FC Málaga in der Primera División aktiv und erreichte einmal das UEFA-Pokal-Viertelfinale.
Dennoch verließ er die Andalusier 2005 wieder in Richtung Real Betis, das überraschend in der Champions League vertreten war. Im Sommer 2007 schließlich kehrte er auf Leihbasis zu seinem Ex-Club UD Levante zurück, da dieser allerdings in der folgenden Saison als Tabellenletzter abstieg, verließ er den Klub wieder. Er wechselte zurück nach Málaga und kam in der Saison 2008/09 in der Hälfte der Spiele zum Einsatz. Anschließend verlieh ihn der Klub für eine Spielzeit an Gimnàstic de Tarragona in die Segunda División. Dort sicherte er sich mit seiner Mannschaft am Ende der Saison 2009/10 den Klassenerhalt. Er kehrte jedoch nicht nach Málaga zurück, sondern schloss im Sommer 2010 dem Zweitligisten SD Ponferradina an. Schon nach einem halben Jahr heuerte er beim FC Badalona in der Segunda División B an. Auch hier blieb er nur ein Halbjahr. Nach zwei weiteren Stationen bei CD Castellón und Terrassa FC beendete er im Jahr 2012 seine Laufbahn.